# CCTV-9
CCTV-9は、中国中央電視台の中国語ドキュメンタリーチャンネルである。

## 概要
2011年1月1日、中国語と英語のドキュメンタリーチャンネルが放送開始。
2016年12月31日、CCTV-9の英語版がCGTN Documentaryに変更。